# Sericoptera areata
Sericoptera areata là một loài bướm đêm trong họ Geometridae.